# Kapustowo
Kapustowo – osada w Polsce położona w województwie pomorskim, w powiecie malborskim, w gminie Malbork na obszarze Wielkich Żuław Malborskich. Wieś wchodzi w skład sołectwa Stogi.
W latach 1975–1998 miejscowość administracyjnie należała do województwa elbląskiego.